# Clásico RCN 2006
Le Clásico RCN Pilsen 2006 est la quarante-sixième édition du Clásico RCN. Elle se dispute du 15 octobre au 22 octobre 2006, en Colombie.
La course mène les coureurs de Buenaventura (département de Valle del Cauca) à Bogota, la capitale.
Dix-huit équipes disputent la compétition pour un total de 140 coureurs.
Le vainqueur de l'épreuve est le Colombien Javier González.

## Présentation

### Parcours
La course visite sept départements pendant les huit jours de compétition. Vingt et un cols répertoriés attendent les compétiteurs dont un hors catégorie et trois de première. Le parcours paraît très exigeant à bon nombre d'observateurs et au vainqueur sortant Libardo Niño.

### Équipes participantes
| Équipe                                                         | Principaux engagés                                                                                               |
| Lotería de Boyacá - Coordinadora                               | Libardo Niño, Israel Ochoa, Álvaro Sierra, Ricardo Mesa                                                          |
| EPM - Orbitel                                                  | Daniel Rincón, Fabio Duarte, Javier González, Edwin Parra, Juan Diego Ramírez, Javier Zapata, Jhon Freddy García |
| Colombia es Pasión - Coldeportes                               | Alexis Castro, Jairo Hernández, Rafael Montiel                                                                   |
| Secretaría de Hacienda - Indeportes Boyacá - Alcaldía de Paipa | Giovanni Báez |
| www.paginascolombianas.com                                     | Ismael Sarmiento, Élder Herrera, Samuel Cabrera, Dubán Agudelo                                                   |
| Aguardiente Antioqueño - IDEA                                  | Sergio Henao |
| Frutidelicias Frugos del Valle                                 | Diego Calderón, José Ibáñez (en)                                                                                 |
| Coordinadora - Lotería de Boyacá                               | Iván Casas, Alejandro Serna                                                                                      |
| Orbitel - EPM                                                  | Mauricio Neisa, Alejandro Ramírez, Óscar Álvarez, Juan Alejandro Botero                                          |
| Bogotá Sin Indiferencia - IDRD - Canapro                       | Mauricio Soler                                                                                                   |
| Frutidelicias Primacol                                         | Giovanny Barriga                                                                                                 |
| Tolima Solidario - Lotería del Tolima                          | Hernán Vargas |
| Caldas Actitud Campeona 2008                                   | John Freddy Acosta                                                                                               |
| Alcaldía de Ibagué - Tolima Solidario                          | Freddy González                                                                                                  |
| GW Bicicletas Shimano                                          | Juan Carlos López, Mauricio Ortega                                                                               |
| Postal Express - Químicos y Curtidores San Benito              | Juan Andrés Cruz, Juan Pablo Wilches                                                                             |
| Club Cicloases                                                 | Juan Carlos Torres                                                                                               |
| Équipe mixte                                                   | Ricardo Giraldo                                                                                                  |

### Favoris
Quatre anciens vainqueurs prennent le départ de l'épreuve. Le tenant du titre Libardo Niño, Jairo Hernández et Juan Diego Ramírez sont accompagnés d'Israel Ochoa sacré dix ans auparavant. Auxquels, il faut ajouter d'autres figures comme Álvaro Sierra, trois fois deuxième sur des Clásico RCN précédents ou encore Daniel Rincón, vice-champion en 2002 (en).
En l'absence de José Castelblanco et de Hernán Buenahora, Libardo Niño se sait être le grand favori, ce qui lui met une grosse pression. L'année précédente, à cette époque, vainqueur du Tour de Colombie, il s'offrait également la victoire dans le Clásico RCN (en). Mais en 2006, malade, il n'a pu défendre son titre dans son Tour national. Pourtant selon lui, il arrive au départ sans soif de revanche, satisfait d'avoir conservé son titre dans la Vuelta a Antioquia, une semaine auparavant. Niño voit comme ses principaux rivaux Alexis Castro et les hommes de la formation "EPM - Orbitel" Daniel Rincón et Javier González.
Pour Raúl Mesa et Alfonso López, directeurs sportifs respectivement des équipes "EPM - Orbitel" et "Lotería de Boyacá", rentrées bredouille du Tour de Colombie, une victoire dans le Clásico RCN rendrait positif le bilan de la saison. Les succès dans la Vuelta a Antioquia, pour la "Lotería" et les titres dans les Vuelta al Valle (Jhon Freddy García) et Clásica de Anapoima (Fabio Duarte) pour "Orbitel" ne remplissent pas les objectifs initiaux.
L'équipe paisa "EPM - Orbitel" compte sur trois boyacenses pour obtenir le titre. Daniel Rincón, le chef de file, excellent grimpeur, relève d'une intoxication alimentaire. Edwin Parra, vice-champion national du contre-la-montre Espoir, s'est imposé dans des courses à étapes du calendrier national ainsi qu'au Tour de Colombie Espoir tandis que Javier González a gagné en Bolivie et en Colombie. Par contre, elle ne compte pas sur Fabio Duarte, de retour des Mondiaux de Salzbourg et dont l'état de forme est une inconnue.
Pour contrer le duel de ces deux formations, Alexis Castro, leader de l'équipe "Colombia es Pasión - Coldeportes" est cité. À 33 ans, il vient d'effectuer une bonne saison et semble capable de s'imposer. La lutte qu'il a livré à Libardo Niño dans la dernière Vuelta a Antioquia le laisse à penser. Les deux coureurs expérimentés de la formation "www.paginascolombianas.com", Ismael Sarmiento et Élder Herrera sont également évoqués mais plus pour le gain d'étapes que pour le titre. La presse antioquieña espère, elle, en Mauricio Ortega, septième en 2003 (en) et également en Alexis Castro.
Dans la catégorie des moins de 23 ans, la bataille pour la victoire s'annonce sévère entre les cinq premiers du dernier Tour de Colombie Espoir. Fabio Duarte, double vainqueur, est opposé à son dauphin Alejandro Serna et à Edwin Parra, troisième de l'édition 2006. À ceux-ci, il faut ajouter Janier Acevedo et Sergio Henao, quatrième et cinquième, respectivement. Henao, pas encore dix-neuf ans, vainqueur de la Vuelta de Norte de Santander, a fini troisième de la Vuelta a Antioquia.

## Les étapes
| Étape     | Date       | Villes étapes        |  | Distance (km) | Vainqueur d’étape  | Leader du classement général |
| --------- | ---------- | -------------------- |  | ------------- | ------------------ | ---------------------------- |
| 1re étape | 15 octobre | Buenaventura - Cali  |  | 123           | Jhon Freddy García | Jhon Freddy García           |
| 2e étape  | 16 octobre | Cali - Buga          |  | 116           | Ismael Sarmiento   | Jhon Freddy García           |
| 3e étape  | 17 octobre | Tuluá - Villamaría   |  | 188           | Javier González    | Javier González              |
| 4e étape  | 18 octobre | Manizales - Sabaneta |  | 180           | Mauricio Ortega    | Javier González              |
| 5e étape  | 19 octobre | Itagüí - Pereira     |  | 196,9         | José Ibáñez (en)   | Javier González              |
| 6e étape  | 20 octobre | Pereira - Armenia    |  | 44,8          | Libardo Niño       | Javier González              |
| 7e étape  | 21 octobre | Calarcá - Ibagué     |  | 156,4         | Élder Herrera      | Javier González              |
| 8e étape  | 22 octobre | Espinal - Bogota     |  | 157,7         | Ismael Sarmiento   | Javier González              |

## Récit de la course

### 15 octobre: première étape
Jhon Freddy García gagne à Cali sous une pluie torrentielle et devient le premier leader de l'épreuve.
La quarante-sixième édition du Clásico RCN débute par un coup de théâtre. Pour être en conformité avec les règles édictées par la fédération internationale, les instances médicales de la compétition interdisent le départ à six coureurs, en raison de leur hématocrite non conforme. Malgré les protestations de leurs équipes, retardant le départ d'une demi-heure, Janier Acevedo et Victor Niño, entre autres, sont exclus de la course.
Trois coureurs s'enfuient du peloton dans les cinq derniers kilomètres et se disputent la victoire d'étape. Le sprinteur de la formation "EPM - Orbitel", Jhon Freddy García s'impose devant Freddy González et Juan Diego Ramírez, légèrement décroché, le peloton arrivant à dix secondes. Fabio Duarte abandonne sur chute.

### 16 octobre: deuxième étape
Ismael Sarmiento mène à son terme une fugue de près de cent kilomètres tandis que Jhon Freddy García conserve la tête du classement général.
Sarmiento intègre une échappée se formant après le passage du col de première catégorie, situé au dix-huitième kilomètre. Cinq hommes se soustraient au peloton avec notamment Ricardo Mesa et Juan Pablo Wilches, qui l'avaient précédé au sommet. Au cours de l'étape, Wilches cède et Sarmiento se retrouve seul avec Mesa, qui passe en tête la dernière difficulté du jour, à vingt-cinq kilomètres de l'arrivée. Dans la descente Mauricio Ortega se joint au duo. Ismael Sarmiento, 33 ans, use de toute son expérience pour attaquer ses compagnons d'échappée et s'isoler en tête. Dans un premier temps, Mesa lâche prise. Puis dans un second, Ortega qui résiste jusqu'à l'entrée de la Ciudad Señora. Sarmiento s'impose au parc Santa Bárbara de Buga avec onze secondes d'avance sur le peloton, lancé à ses trousses. Deuxième de l'étape, Jhon Freddy García reste leader de la course.
Sarmiento dédie sa victoire à Miguel Sanabria (es), vainqueur du Tour de Colombie 1996, et décédé la semaine précédant le départ.

### 17 octobre: troisième étape
Le Boyacense Javier González s'impose en solitaire et s'empare du maillot de leader.
Moins de dix kilomètres après le départ de l'étape, Raúl Mesa, le directeur sportif de l'équipe "EPM - Orbitel", tente une stratégie qui s'avère payante. Il lance quatre de ses lieutenants à l'attaque. Jhon Freddy García, leader provisoire de l'épreuve, Javier González, Edwin Parra et Juan Diego Ramírez s'enfuient accompagnés d'une vingtaine d'hommes, comme Élder Herrera. Les échappés piègent les principaux favoris, et surtout les "Lotería de Boyacá" de Libardo Niño, sous-estimant le danger. L'écart grimpe à plus de six minutes. Malgré la réaction des équipes rivales, Javier González arrive à Villamaría, sous le déluge, avec plus de trois minutes d'avance sur le peloton. Il avait entre-temps faussé compagnie à ses compagnons de fugue et relègue le deuxième (Herrera) à trente secondes. Niño se trouve alors rejeté à la huitième place du classement général provisoire, à 3 min 18 s du leader.

### 18 octobre: quatrième étape
Mauricio Ortega conclut victorieusement une échappée de plus de 160 kilomètres alors que Javier González conserve sa position en haut du classement.
Par une matinée froide, les cent-neuf rescapés prennent le départ. Après un début d'étape en descente, une échappée, qui s'avère définitive pour le résultat final de la journée, se forme. Les treize coureurs la composant se disputent les deux premières étapes volantes. Peu après Supía, quatre hommes rejoignent la fugue (dont Mauricio Ortega et le leader du classement des étapes volantes Dubán Agudelo) tandis que le groupe principal commence à perdre du temps. Il est pointé à 4 min 55 s. Dans le canyon du río Cauca, l'avantage augmente. À La Pintada (au pied de l'alto de Minas), l'écart est grimpé à 10 min 47 s (profitant de la permissivité du peloton). Dès les premiers lacets du col, la fugue se désagrège. Mauricio Ortega prend les devants. Dans le secteur de la Quiebra (passage où la pente devient difficile), les hommes de la "Lotería de Boyacá" haussent le rythme et égrènent le peloton mais Javier González et son équipier Javier Zapata restent au contact, annihilant les efforts de leurs adversaires. Ortega accroît son avance sur les autres échappés et passe en tête au sommet. Il poursuit en solitaire et entame la descente vers Caldas et l'arrivée à Sabaneta. Malgré une chute, Mauricio Ortega s'impose dans son département d'origine, sous une chaleur écrasante et au milieu d'une foule immense, où l'attendent de vieilles gloires du cyclisme antioqueño Martín “Cochise” Rodríguez et Javier “El Ñato” Suárez (es). Sur la ligne, il conserve deux minutes d'avance sur trois anciens compagnons de fugue. Les protagonistes pour la victoire finale arrivent dans un groupe d'une dizaine de coureurs, avec un retard de 4 min 50 s.
La présence de Sergio Henao dans celui-ci permet à ce dernier de reprendre la tête des moins de 23 ans. Javier González est, désormais, suivi par trois coéquipiers au classement général provisoire, Libardo Niño étant toujours à 3 min 18 s. Avec l'ascension de l'alto de Minas, la journée était attendue par les observateurs mais aucun favori ne l'a mise à profit.

### 19 octobre: cinquième étape
José Ibáñez (en) s'impose pour la cinquième fois dans une étape du Clásico RCN pendant que Javier González se maintient en haut de la hiérarchie.
Ibáñez s'isole à trente kilomètres du but et arrive seul à Pereira, terme de la journée. Il devance Mauricio Ortega, vainqueur la veille, d'1 min 43 s et ses compagnons d'échappée. Le peloton, avec l'ensemble des favoris, rejoint la ligne avec 3 min 35 s de retard. Le classement général est toujours dominé par les "EPM - Orbitel", avec quatre équipiers aux quatre premières places. L'étape du jour a été relativement calme, les coureurs ayant en tête le contre-la-montre individuel du lendemain.

### 20 octobre: sixième étape
Le tenant du titre et champion de Colombie du contre-la-montre, Libardo Niño s'impose et refait une partie de son retard sur Javier González, toujours leader.
Le contre-la-montre de 44,8 km s'élance du viaduc César Gaviria Trujillo qui domine Pereira, pour un départ d'étape inédit. Le parcours comprend une partie plane mais aussi l'ascension (et la descente) de l'Alto del Roble, col répertorié en deuxième catégorie. Libardo Niño, spécialiste de l'effort solitaire, domine tous les pointages intermédiaires. Au km 13, il a déjà 17 s d'avance sur Javier González. Au passage au col, il porte son avantage à 1 min 22 s sur le même adversaire. Avec 1 min 47 s de retard, seul Javier González, pourtant meilleur grimpeur que rouleur, est le seul à finir à moins de trois minutes du vainqueur du jour. Libardo Niño réalise la bonne opération. Il grimpe de la sixième à la deuxième place du classement général. De surcroît, il se rapproche à 1 min 31 s de González.
Le résultat de cette étape satisfait les deux concurrents pour le titre. Peu de suiveurs le voyaient dans les cinq premiers de l'étape mais Javier González, malgré un parcours ne correspondant pas à ses qualités, réalise une performance le contentant. Sachant devoir se livrer totalement, il déclare avoir mieux descendu que monté la difficulté. Fort du soutien de ses équipiers et de l'avantage qu'il conserve, González est confiant pour la suite de l'épreuve. Quant au grand favori Libardo Niño, se voulant modeste au départ, il se dit comblé par sa victoire le rapprochant de la première place au classement général,.
De plus, grâce à son passage en tête au sommet de l'Alto del Roble, Niño dépossède Mauricio Ortega du premier rang au trophée des grimpeurs. Tandis que la révélation Sergio Henao, pas encore dix-neuf ans, lui, consolide sa place au classement des moins de 23 ans.
Il reste deux étapes de montagne aux protagonistes pour se départager, même si Niño paraît plus fort aux observateurs, il ne peut compter que sur Álvaro Sierra, comme équipier dans les montées. Alors que les "EPM - Orbitel" sont toujours quatre dans les dix premiers du classement provisoire (Javier González, premier, Juan Diego Ramírez, troisième, Javier Zapata, quatrième et Óscar Álvarez, dixième). En outre González peut compter sur deux excellents grimpeurs que sont Daniel Rincón et Edwin Parra. Cependant Niño est bien meilleur descendeur que González et semble pouvoir en profiter pour ravir le titre à son rival, dès le lendemain dans l'alto de La Línea, par exemple.
Soixante-dix-neuf coureurs restent encore dans la compétition.

### 21 octobre: septième étape
Élder Herrera remporte l'étape tandis que Javier González n'est pas inquiété.
La journée reliant Calarcá à Ibagué est considérée comme l'étape reine de l'épreuve. Après un début de parcours dans les municipalités autour d'Armenia, commence l'ascension de l'alto de La Línea (avec son sommet placé au km 98) puis les coureurs continuent par la descente vers Cajamarca, pour finir à Ibagué.
L'étape commence par un circuit, appelé circuito del Café, où Samuel Cabrera, échappé, dépossède de la tête du classement des étapes volantes le précédent leader Rafael Montiel. Après le second passage à Calarcá, ville départ du jour, se présente les premières rampes du col. Jusqu'au km 82, Libardo Niño et Javier González ne dévoilent pas leur intention. Dans le groupe principal, bien qu'il n'y ait pas d'attaques décisives, la montée se fait à vive allure. Álvaro Sierra imprime un rythme soutenu qui permet d'éliminer un à un les cinq équipiers du leader. Dans le secteur de Canzaperros (le plus difficile), Sierra s'isole mais n'obtient qu'une poignée de secondes d'avantage. À moins de six kilomètres du sommet, à la surprise des observateurs, Javier González, isolé face au danger et à ses deux adversaires, prend ses responsabilités. Après avoir repris Sierra, González attaque ses rivaux. Libardo Niño ne peut suivre. Sierra reste en compagnie de Niño. Ils passent le col avec un retard de 1 min 31 s (Diego Calderón étant intercalé entre les deux favoris pour le titre). À Cajamarca, km 121,4, Sierra, Niño et Calderón, réunis sont à 1 min 10 s. Le trio rejoint González sept kilomètres plus loin. Puis cinq hommes les rejoignent dont Élder Herrera. Avant Coello-Cocora (corregimiento d'Ibagué), celui-ci s'enfuit et franchit l'alto de Boquerón avec quarante secondes d'avance. Herrera en conserve trente-trois pour remporter la deuxième victoire de son équipe dans cette édition.
Sergio Henao, seul membre de la catégorie Espoir dans le premier groupe, comprenant Libardo Niño et Javier González, conforte son avance dans le classement des moins de 23 ans,.

### 22 octobre: huitième et dernière étape
Javier González remporte la quarante-sixième édition du Clásico RCN alors qu'Ismael Sarmiento glane sa seconde étape de la semaine.
Juan Diego Ramírez, encore troisième du classement général au matin doit céder sa place sur le podium à son coéquipier Javier Zapata. Ramírez, malade, abandonne au cours de la journée.

## Classement général
| Classement général | Classement général | Classement général | Classement général               | Classement général |
|                    | Coureur            | Pays               | Équipe                           | Temps              |
| ------------------ | ------------------ | ------------------ | -------------------------------- | ------------------ |
| 1er                | Javier González    | Colombie           | EPM - Orbitel                    | en 31 h 7 min 51 s |
| 2e                 | Libardo Niño       | Colombie           | Lotería de Boyacá - Coordinadora | + 1 min 25 s       |
| 3e                 | Javier Zapata      | Colombie           | EPM - Orbitel                    | + 4 min 28 s       |
| 4e                 | Élder Herrera      | Colombie           | www.paginascolombianas.com       | + 4 min 59 s       |
| 5e                 | Sergio Henao       | Colombie           | Aguardiente Antioqueño - IDEA    | + 5 min 16 s       |
| 6e                 | Álvaro Sierra      | Colombie           | Lotería de Boyacá - Coordinadora | + 6 min 32 s       |
| 7e                 | Diego Calderón     | Colombie           | Frutidelicias Frugos del Valle   | + 10 min 44 s      |
| 8e                 | Edwin Parra        | Colombie           | EPM - Orbitel                    | + 20 min 35 s      |
| 9e                 | Daniel Rincón      | Colombie           | EPM - Orbitel                    | + 21 min 24 s      |
| 10e                | Alejandro Ramírez  | Colombie           | Orbitel - EPM                    | + 21 min 26 s      |
| modifier           |                    |                    |                                  |                    |

## Évolution des classements
| Étapes             | Vainqueur          | Classement général | Classement des moins de 23 ans | Classement de la montagne | Classement de la régularité | Classement des étapes volantes | Classement par équipes |
| ------------------ | ------------------ | ------------------ | ------------------------------ | ------------------------- | --------------------------- | ------------------------------ | ---------------------- |
| 1re étape          | Jhon Freddy García | Jhon Freddy García | Sergio Henao                   | Juan Alejandro Botero     | Jhon Freddy García          | Juan Alejandro Botero          | EPM - Orbitel          |
| 2e étape           | Ismael Sarmiento   | Jhon Freddy García | Sergio Henao                   | Juan Alejandro Botero     | Jhon Freddy García          | Ismael Sarmiento               | EPM - Orbitel          |
| 3e étape           | Javier González    | Javier González    | Edwin Parra                    | Ismael Sarmiento          | Freddy González             | Dubán Agudelo                  | EPM - Orbitel          |
| 4e étape           | Mauricio Ortega    | Javier González    | Sergio Henao                   | Ismael Sarmiento          | Freddy González             | Ismael Sarmiento               | EPM - Orbitel          |
| 5e étape           | José Ibáñez (en)   | Javier González    | Sergio Henao                   | Mauricio Ortega           | Jhon Freddy García          | Rafael Montiel                 | EPM - Orbitel          |
| 6e étape           | Libardo Niño       | Javier González    | Sergio Henao                   | Libardo Niño              | Javier González             | Rafael Montiel                 | EPM - Orbitel          |
| 7e étape           | Élder Herrera      | Javier González    | Sergio Henao                   | Libardo Niño              | Javier González             | Samuel Cabrera                 | EPM - Orbitel          |
| 8e étape           | Ismael Sarmiento   | Javier González    | Sergio Henao                   | Libardo Niño              | Javier González             | Rafael Montiel                 | EPM - Orbitel          |
| Classements finals | Classements finals | Javier González    | Sergio Henao                   | Libardo Niño              | Javier González             | Rafael Montiel                 | EPM - Orbitel          |

## Bilan sportif
Javier González remporte le plus grand succès de sa carrière et permet à sa formation "EPM - Orbitel" d'obtenir un nouveau titre d'envergure nationale, le premier depuis la victoire de Hernán Buenahora dans le Clásico RCN 2004 (en).
Le duel entre les équipes "EPM - Orbitel" et "Lotería de Boyacá - Coordinadora" a tourné à l'avantage des hommes de Raúl Mesa. Ces derniers ont gardé le maillot de leader de la course de bout en bout (les deux premiers jours sur les épaules de Jhon Freddy García, puis sur celles de Javier González). La formation antioqueña termine l'épreuve avec cinq hommes dans les dix premiers au classement général (dont deux sur le podium). En sus, elle remporte deux étapes (García et González) ainsi que les classements annexes par équipes et de la régularité (par Javier González).
Les hommes d'Alfonso López, quant à eux, doivent se contenter d'une place sur le podium pour le grand favori au départ Libardo Niño. Celui-ci assortit ce deuxième rang final d'une victoire d'étape et du trophée du meilleur grimpeur.
Malgré la domination exercée par les "EPM - Orbitel" et les "Lotería de Boyacá" sur la course, quelques équipes au budget limité ont tiré leur épingle du jeu. Ainsi la formation "www.paginascolombianas.com", nouvellement créée, a gagné trois étapes (Ismael Sarmiento, deux et Élder Herrera, une) et placé un homme au quatrième rang final (Herrera). Tout comme "Frutidelicias Frugos del Valle", pour sa deuxième saison, qui a remporté une étape avec José Ibáñez (en) et obtenu la septième place finale par l'intermédiaire de Diego Calderón. Enfin Mauricio Ortega a permis à son équipe GW Bicicletas Shimano de glaner une victoire d'étape.